# Asz-Szajch Isa
Asz-Szajch Isa (arab. الشيخ عيسى) – miasto w Syrii, w muhafazie Aleppo. W 2004 roku liczyło 4296 mieszkańców.